# Bakteriurie
Als Bakteriurie wird in der Medizin die Ausscheidung von Bakterien mit dem Urin bezeichnet. Eine Bakteriurie ist ein möglicher Hinweis auf einen Harnwegsinfekt. Der  Grenzwert,  ab dem eine Bakteriurie als beweisend für einen Harnwegsinfekt betrachtet wird, ist weder in der wissenschaftlichen Literatur  noch in der Praxis mikrobiologischer Labors einheitlich definiert. Nach dem US-amerikanischen Arzt Edward H. Kass gilt, dass im frisch aufgearbeiteten Mittelstrahlurin eine Keimzahl von 105 und mehr pro ml Urin Hinweis auf eine signifikante Bakteriurie ist.
Normalerweise ist der von den Nieren gebildete Urin eine keimfreie (sterile) Flüssigkeit. Insbesondere bei Frauen können aber Bakterien durch die kurze und gerade verlaufende Harnröhre in die Harnblase aufsteigen und sich dort im warmen und nährstoffreichen Milieu gut vermehren. Erst wenn das Immunsystem auf die Eindringlinge reagiert und versucht, diese zu eliminieren, entsteht eine Entzündung mit den Symptomen eines Harnwegsinfektes wie Fieber, Schmerzen beim Wasserlassen und häufiges Wasserlassen. Da bei einer asymptomatischen Bakteriurie noch keine schwerwiegende Infektion vorliegt, braucht sie nur bei Schwangeren (Risiko für akute Pyelonephritis 25–50 %) und vor urologischen Eingriffen behandelt zu werden.

## Ältere Literatur
Joachim Frey: Krankheiten der Niere, des Wasser- und Salzhaushaltes, der Harnwege und der männlichen Geschlechtsorgane. In: Ludwig Heilmeyer (Hrsg.): Lehrbuch der Inneren Medizin. Springer-Verlag, Berlin/Göttingen/Heidelberg 1955; 2. Auflage ebenda 1961, S. 893–996, hier: S. 913.